# Dārbīd-e Manşūrī
Dārbīd-e Manşūrī (persiska: داربید, Dārbīd, داربید منصوری) är en ort i Iran.   Den ligger i provinsen Kermanshah, i den västra delen av landet, 500 km väster om huvudstaden Teheran. Dārbīd-e Manşūrī ligger 1 320 meter över havet och antalet invånare är 467.
Terrängen runt Dārbīd-e Manşūrī är kuperad åt sydväst, men åt nordost är den platt.Runt Dārbīd-e Manşūrī är det ganska tätbefolkat, med 60 invånare per kvadratkilometer. Närmaste större samhälle är Ḩomeyl, 9,9 km norr om Dārbīd-e Manşūrī. Omgivningarna runt Dārbīd-e Manşūrī är i huvudsak ett öppet busklandskap.